# Moldavske poslikane cerkve
V okrožju Suceava na severu romunske pokrajine Moldavije je osem romunskih pravoslavnih cerkev, zgrajenih približno med letoma 1487 in 1583.
Leta 1993 jih je Unesco uvrstil na seznam svetovne dediščine. Cerkev vstajenja v samostanu Sucevița je bila dodana na seznam leta 2010.
| Slika | Ime                                         | Izgradnja | Lokacija           | Koordinate                                    | Opombe |
| ----- | ------------------------------------------- | --------- | ------------------ | --------------------------------------------- | --- |
|       | Cerkev obglavljenja svetega Janeza Krstnika | 1503      | Arbore             | 47°44′N 25°56′E / 47.733°N 25.933°E           | Ta cerkev je bila prva, ki jo je zaščitil UNESCO in je del samostana Arbore v istoimenski občini, imenovani po bojarju, ki je dal cerkev zgraditi, Luci Arboreju. Cerkev je bila zgrajena v le pet mesecih leta 1503. Slike na zunanjih zidovih je naslikal Dragoș Coman od ustanovitve cerkve do leta 1541. Najbolje ohranjene slike so na zahodni steni. Kozaki so porušili streho, da so iz svinca naredili krogle. Je skromne velikosti in ima le tri prostore: verando (pronaos), ladjo (naos) in oltar. Grobnica (gropnita) je povezana z verando, v njej je s svojo družino pokopan hetman Luca Arbore. V notranjosti so njihovi votivni portreti.                                                                      |
|       | Cerkev Marijinega vnebovzetja               | 1530      | samostan Humor     | 47°35′35″N 25°51′25″E / 47.59306°N 25.85694°E | Cerkev sta kot glavno cerkev samostana Humorului zgradila knez Petar Rareš in njegov uradnik Theodore Bubuio, kjer je bila prej starejša cerkev iz leta 1415. Bila je ena prvih v Bukovini, ki je bila poslikana s freskami in je ena najbolje ohranjenih. Sklepajo, da jo je leta 1535 poslikal slikar Tom iz Suceave, prevladujejo rdečkastorjave barve. Poleg Obleganja Konstantinopla in Poslednje sodbe je tudi slika Himna Devici, ki jo je navdihnila pesem patriarha Sergeja iz Konstantinopla. Opeval je čudež Device Marije, ki je leta 626 rešila mesto pred Perzijci. Na sliki so Perzijci prikazani kot Turki, s čimer je podoba imela političnopropagandni pomen zaradi takratnih sporov z Osmani (slika desno). |
|       | Cerkev Marijinega oznanjenja                | 1532      | Samostan Moldovița | 47°39′25″N 25°34′16″E / 47.65694°N 25.57111°E | Vojvoda Petru Rares, nezakonski sin moldavskega vojvode Štefana Velikega, jo je leta 1532 zgradil kot samostansko cerkev, ki je bila tudi trdnjava proti Turkom. Je ena zadnjih moldavskih cerkev, ki je imela odprto verando z grobnico pod njo in z gotskimi okni in vrati. Freske je leta 1537 naslikal Tom iz Suceave. Na zunanjih slikah, ki prikazujejo procesijo svetnikov pred okronano Marijo z otrokom na prestolu, prevladujejo modre barve in zlate podrobnosti ter tema Himna Devici Mariji. |
|       | Cerkev svetega Križa                        | 1487      | samostan Pătrăuți  | 47°43′N 26°12′E / 47.717°N 26.200°E           | Cerkev je zgradil moldavijski knez Štefan Veliki kot prvo od slavnih slikovitih moldavijskih cerkva. Pokopan je bil leta 1653. V začetku 18. stoletja jo je obnovil princ Nicolas Mavrocordat. To je majhna cerkev s tremi apsidami, oltarjem, banjastim obokom edine ladje in narteksom. Notranja slika prikazuje Kristusovo trpljenje. Žal pa še ni bila obnovljena. |
|       | Cerkev svetega Nikolaja                     | 1531      | samostan Probota   | 47°25′31″N 26°36′35″E / 47.42528°N 26.60972°E | Cerkev je bila v samostanu Probot, ki ga je zgradil vojvoda Petar Rares leta 1530 kot mavzolej svoje družine. Vse slike so iz obdobja nastanka cerkve, razen tistih v oltarju, ki so bile poslikane v 19. stoletju. Zunanje freske, ki so v slabem stanju, kljub temu pričajo o obvladovanju umetnika, njegovi sposobnosti uporabe barv in ustvarjanju izrednih kompozicij. |
|       | Cerkev svetega Ivana                        | 1522      | samostan Suceava   | 47°39′05″N 26°15′20″E / 47.65139°N 26.25556°E | Triapsidna cerkev svetega Ivana je bila zgrajena v samostanu, ki ga je leta 1514 ustanovil Bogdan Enooki. Do 17. stoletja je bila škofovska cerkev Moldavije. Njene notranje freske, čeprav so temne, imajo izjemno plastično vrednost. Zunanje freske iz leta 1534 na zahodni in južni fasadi kažejo tradicionalne motive in so pomembne zaradi veličastnih kompozicij, elegantnih obrisov znakov, usklajenih barv in popolnih napisov v cirilici. |
|       | Cerkev svetega Jurija                       | 1487      | samostan Voroneț   | 47°31′01″N 25°51′03″E / 47.51694°N 25.85083°E | Cerkev z zunanjimi freskami močnih barv je verjetno ena najbolj znanih v Romuniji. Na slikah v verandi je napis, da je bila cerkev zgrajena le v štirih mesecih leta 1488 kot izpolnitev obljube vojvode Štefana Velikega, dana puščavniku Danielu iz Voreneța, da bo zgradil cerkev svetega Jurija, če premaga Turke. Cerkev je enoladijska s tremi apsidami, stolpom s fialo, odprto verando pred vhodom (pod katero je grobnica svetega Daniela Puščavnika) in gotskimi okni. Severna fasada cerkve je najbolje ohranjena z dekorativnimi keramičnimi diski, na katerih so v reliefu prikazani heraldični motivi, tudi moldavski grb.                                                                                       |
|       | Cerkev Vstajenja                            | 1583      | samostan Sucevița  | 48°46′41″N 25°42′40″E / 48.77806°N 25.71111°E | Cerkev so zgradili Ieremije Movilă, Gheorghe Movila in Simion Movila. Zidovi so v celoti poslikani, znotraj in zunaj, prikazani so številni prizori iz stare in nove zaveze. Večina slik je iz okoli leta 1601, zato je najbrž zadnja od poslikanih moldavijskih cerkev tistega časa. |

Druge pomembne cerkve so še:
| ime                   | lokacija                            | leto izgradnje | ustanovitelj     |
| --------------------- | ----------------------------------- | -------------- | ---------------- |
| samostan Agapia       | Agapia, okrožje Neamț               | 1643           | Gavriil Coci     |
| samostan Bogdana      | Rădăuți, okrožje Suceava            | 1360           | Bogdan I.        |
| samostan Cetățuia     | Iași, okrožje Iași                  | 1672           | Gheorghe Duca    |
| samostan Dragomirna   | Mitocu Dragomirnei, okrožje Suceava | 1609           | Anastasie Crimca |
| samostan Galata       | Iași, okrožje Iași                  | 1584           | Petru Șchiopul   |
| samostan Golia        | Iași, okrožje Iași                  | 1660           | Ioan Golia       |
| samostan Neamț        | Vânători-Neamț, okrožje Neamț       | 1407           | Petru I.         |
| samostan Putna        | Putna, okrožje Suceava              | 1466           | Ștefan cel Mare  |
| samostan Trei Ierarhi | Iași, okrožje Iași                  | 1639           | Vasile Lupu      |
| samostan Văratec      | Agapia, okrožje Neamț               | 1785           | Olimpiada        |

- Samostan Agapia
- Samostan Bogdana
- Samostan Cetățuia
- Samostan Dragomirna
- Samostan Galata
- Samostan Golia
- Samostan Neamț
- Samostan Putna
- Samostan Trei Ierarhi
- Samostan Văratec